# Chelonus cariniventris
Chelonus cariniventris är en stekelart som först beskrevs av Vladimir Ivanovich Tobias 1996.  Chelonus cariniventris ingår i släktet Chelonus och familjen bracksteklar. Inga underarter finns listade i Catalogue of Life.